# Futbol'nyj Klub Lokomotiv Moskva 2024-2025
Questa voce raccoglie le informazioni riguardanti la Lokomotiv Moskva nelle competizioni ufficiali della stagione 2024-2025.

## Stagione
La stagione 2024-2025 vede la 33ª partecipazione alla Prem"jer-liha per la Lokomotiv Mosca, che conferma in panchina il tecnico Michail Galaktionov. La squadra di Mosca, dopo aver concluso il campionato precedente in quarta posizione, non si qualifica a nessuna competizione europea fermo restando che la UEFA ha bloccato le partecipazioni di squadre russe in seguito all'invasione russa dell'Ucraina del 2022. Il primo incontro della stagione si è disputato il 21 luglio e ha visto di fronte l'Akron Togliatti, sconfitto 3-2 alla RŽD Arena. Il 29 settembre la Lokomotiv si aggiudica per tre reti a una il sentitissimo derby con lo Spartak Mosca.
Il 23 ottobre si conclude la fase a gironi di coppa di Russia, con la Lokomotiv che vince il girone con 17 punti, frutto di cinque vittorie e un pareggio (terminato con la vittoria ai rigori contro il Rostov). Il 9 novembre si conclude il girone di andata della Lokomotiv, con la vittoria per 2-1 sul Fakel Voronež. Il 28 novembre la Lokomotiv perde ai rigori contro la Dinamo Mosca ai quarti di finale di Coppa di Russia e viene retrocessa alla fase regionale.
Il 30 aprile la squadra dei "ferrovieri" viene eliminata definitivamente dalla Coppa di Russia, per mano del Rostov (0-2). Il 24 maggio si conclude la stagione della Lokomotiv Mosca, con gli uomini di Galaktionov che battono a domicilio l'Akron Togliatti per 4-1 e si classificano sesti.

## Maglie e sponsor

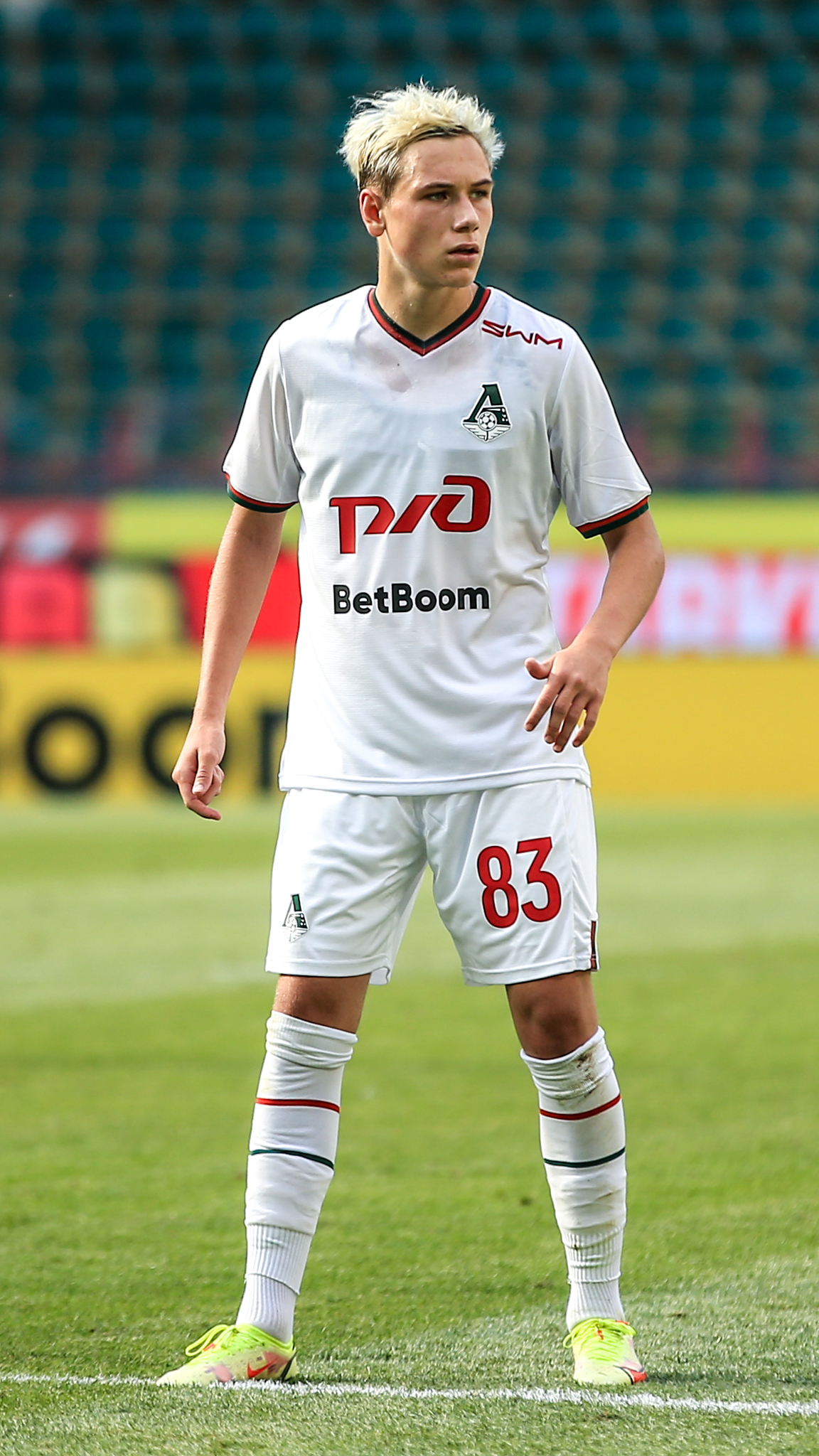
Aleksej Batrakov con indosso la seconda maglia

Lo sponsor ufficiale per la stagione 2024-2025 è RŽD.
|  | Casa |  | Trasferta |  | Terza maglia |  |

## Organigramma societario
Dal sito internet ufficiale della società.
Area direttiva
- Presidente: Vasilj Kiknadze
- Direttore esecutivo: Vladimir Koroktov
- Direttore sportivo: Thomas Zorn

Area tecnica
- Allenatore: Michail Galaktionov

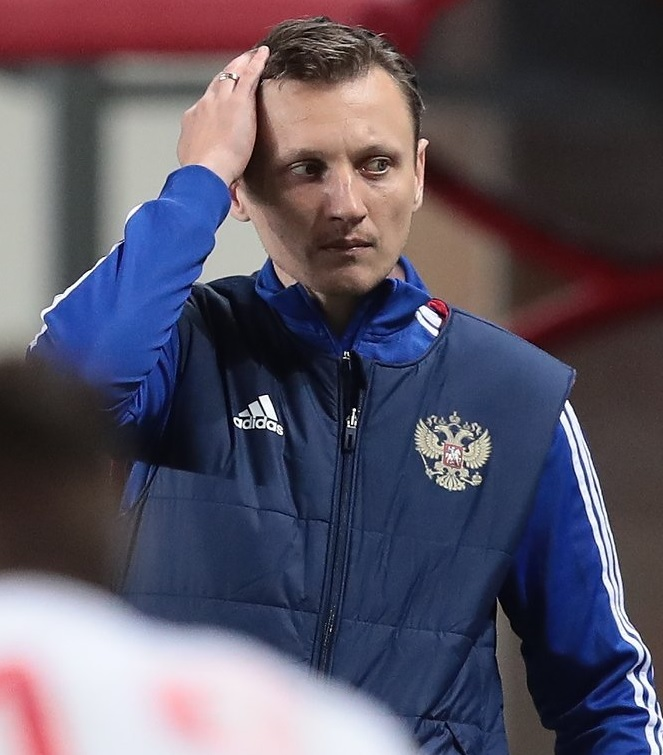
Michail Galaktionov, allenatore della Lokomotiv Mosca

- Allenatore in seconda: Dmitrij Los'kov
- Allenatore in terza: Oleg Pašinin
- Allenatore dei portieri: Zaur Chapov
- Preparatore atletico: Sergej Alexeev, Lucio Da Silva

Area medica
- Responsabile fisioterapia e riabilitazione: Martin Hämmerle
- Fisioterapisti: Sergej Semakin, Juan Alberto Pinar Sans
- Massaggiatori: Andrej Osmanov, Oleg Novikov
- Medico sportivo: Igor' Kaljužn'ij
- Riabilitazione: Andrej Kuznecov, Aleksej Miglo

Area amministrativa
- Team manager: Eduard Schnorr
- Traduttore: Murat Sasiev, Dmitrij Krajtor
- Amministrazione: Aleksandr Krumin, Stanislav Mitrochin

Pubbliche relazioni
- Commercializzazione amministratore: Anatolij Maškov
- Membro ufficio stampa: Vladimir Konjuchov
- Operatore: Boris Dzgoev

## Rosa

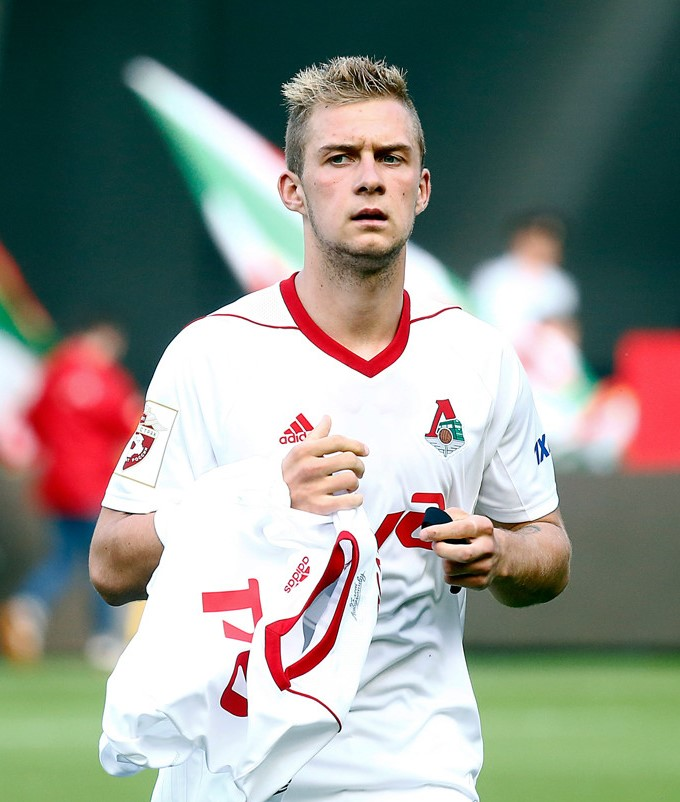
Barinov, è il capitano della Lokomotiv Mosca

La rosa tratta dal sito ufficiale.
| N. |                    | Ruolo | Calciatore                 |
| -- | ------------------ | ----- | -------------------------- |
| 1  | Russia (bandiera)  | P     | Anton Mitrjuškin           |
| 3  | Brasile (bandiera) | D     | Lucas Fasson               |
| 5  | Francia (bandiera) | D     | Gerzino Nyamsi             |
| 6  | Russia (bandiera)  | C     | Dmitrij Barinov (capitano) |
| 7  | Armenia (bandiera) | C     | Ėdgar Sevikjan             |
| 8  | Russia (bandiera)  | A     | Vladislav Sarveli          |
| 9  | Russia (bandiera)  | A     | Sergej Pinjaev             |
| 10 | Russia (bandiera)  | A     | Dmitrij Vorob'ëv           |
| 14 | Russia (bandiera)  | C     | Nikita Saltykov            |
| 16 | Russia (bandiera)  | P     | Daniil Veselov             |
| 21 | Albania (bandiera) | D     | Mario Mitaj                |
| 22 | Russia (bandiera)  | P     | Il'ja Lantratov            |
| 23 | Messico (bandiera) | D     | César Montes               |

| N. |                    | Ruolo | Calciatore          |
| -- | ------------------ | ----- | ------------------- |
| 24 | Russia (bandiera)  | D     | Maksim Nenachov     |
| 27 | Russia (bandiera)  | A     | Vadim Rakov         |
| 37 | Russia (bandiera)  | A     | Dmitrij Radikovskij |
| 45 | Russia (bandiera)  | D     | Aleksandr Siljanov  |
| 59 | Russia (bandiera)  | D     | Egor Pogostnov      |
| 71 | Armenia (bandiera) | D     | Nair Tiknizyan      |
| 77 | Russia (bandiera)  | D     | Il'ja Samošnikov    |
| 83 | Russia (bandiera)  | C     | Aleksej Batrakov    |
| 85 | Russia (bandiera)  | D     | Evgenij Morozov     |
| 90 | Russia (bandiera)  | C     | Danila Godjaev      |
| 93 | Russia (bandiera)  | C     | Artëm Karpukas      |
| 94 | Russia (bandiera)  | C     | Artëm Timofeev      |
| 99 | Russia (bandiera)  | A     | Timur Sulejmanov    |

## Calciomercato

### Sessione estiva
| Acquisti         | Acquisti            | Acquisti               | Acquisti                         |
| R.               | Nome                | da                     | Modalità                         |
| ---------------- | ------------------- | ---------------------- | -------------------------------- |
| P                | Anton Mitrjuškin    | Chimki                 | gratuito                         |
| P                | Daniil Veselov      | Kryl'ja Sovetov Samara | definitivo (0,075 milioni €)     |
| D                | César Montes        | Almería                | definitivo (6 milioni €)         |
| C                | Ėdgar Sevikjan      | Ferencváros            | prestito oneroso (0,2 milioni €) |
| C                | Artëm Timofeev      | Achmat Groznyj         | gratuito                         |
| A                | Dmitrij Vorob'ëv    | Orenburg               | definitivo (2,5 milioni €)       |
| Altre operazioni |                     |                        |                                  |
| R.               | Nome                | da                     | Modalità                         |
| D                | Arsen' Aheeŭ        | Arsenal Dzjaržynsk     | definitivo (0,1 milioni €)       |
| D                | Tin Jedvaj          | Panathīnaïkos          | fine prestito                    |
| D                | Egor Pogostnov      | Arsenal Dzjaržynsk     | fine prestito                    |
| C                | Il'ja Berkovskij    | Chimki                 | fine prestito                    |
| C                | Andrej Nikitin      | SKA-Chabarovsk         | fine prestito                    |
| C                | Dmitrij Rybčinskij  | Baltika                | fine prestito                    |
| C                | Nikita Saltykov     | Kryl'ja Sovetov Samara | fine prestito                    |
| C                | Nikolaj Titkov      | Orenburg               | fine prestito                    |
| A                | Wilson Isidor       | Zenit San Pietroburgo  | fine prestito                    |
| A                | Gyrano Kerk         | Anversa                | fine prestito                    |
| A                | Dmitrij Radikovskij | Arsenal Dzjaržynsk     | fine prestito                    |
| A                | Marko Rakonjac      | TSC Bačka Topola       | fine prestito                    |
| A                | Timur Sulejmanov    | Pari Nižnij Novgorod   | gratuito                         |

| Cessioni         | Cessioni           | Cessioni              | Cessioni                         |
| R.               | Nome               | a                     | Modalità                         |
| ---------------- | ------------------ | --------------------- | -------------------------------- |
| P                | Daniil Chudjakov   | Sturm Graz            | definitivo (0,34 milioni €)      |
| P                | Guilherme          |                       | svincolato                       |
| D                | Stanislav Magkeev  |                       | svincolato                       |
| D                | Mario Mitaj        | Al-Ittihad            | prestito oneroso (1,2 milioni €) |
| C                | Anton Mirančuk     |                       | svincolato                       |
| C                | Michail Ščetinin   | Fakel Voronež         | prestito                         |
| C                | Rifat Žemaletdinov |                       | svincolato                       |
| A                | Artëm Dzjuba       |                       | svincolato                       |
| A                | Maksim Glušenkov   | Zenit San Pietroburgo | definitivo (6,3 milioni €)       |
| A                | Saïd Hamulić       | Tolosa                | fine prestito                    |
| Altre operazioni |                    |                       |                                  |
| R.               | Nome               | a                     | Modalità                         |
| D                | Arsen' Aheeŭ       | Arsenal Dzjaržynsk    | prestito                         |
| D                | Tin Jedvaj         | Panathīnaïkos         | definitivo (0,5 milioni €)       |
| C                | Il'ja Berkovskij   | Chimki                | definitivo (0,08 milioni €)      |
| C                | Andrej Nikitin     | Arsenal Tula          | prestito                         |
| C                | Dmitrij Rybčinskij | Orenburg              | gratuito                         |
| C                | Nikolaj Titkov     | Baltika               | prestito                         |
| A                | Wilson Isidor      | Zenit San Pietroburgo | definitivo (4 milioni €)         |
| A                | Gyrano Kerk        | Anversa               | gratuito                         |
| A                | Marko Rakonjac     | Diósgyőr              | prestito                         |
| A                | Timur Sulejmanov   | Pari Nižnij Novgorod  | fine prestito                    |

### Sessione invernale
| Acquisti         | Acquisti           | Acquisti           | Acquisti                    |
| R.               | Nome               | da                 | Modalità                    |
| ---------------- | ------------------ | ------------------ | --------------------------- |
| C                | Danila Godjaev     | Arsenal Dzjaržynsk | fine prestito               |
| Altre operazioni |                    |                    |                             |
| R.               | Nome               | da                 | Modalità                    |
| D                | Arsen' Aheeŭ       | Arsenal Dzjaržynsk | fine prestito               |
| D                | Ivan Kuzmichev     | Torpedo Mosca      | fine prestito               |
| D                | Mario Mitaj        | Al-Ittihad         | fine prestito               |
| C                | Vadim Harutyunyan  | Arsenal Dzjaržynsk | definitivo (0,03 milioni €) |
| C                | Ruslan Myalkovskiy | Arsenal Dzjaržynsk | gratuito                    |
| C                | Andrej Nikitin     | Arsenal Tula       | fine prestito               |
| A                | Pedrinho           | Santos             | fine prestito               |

| Cessioni         | Cessioni            | Cessioni           | Cessioni                 |
| R.               | Nome                | a                  | Modalità                 |
| ---------------- | ------------------- | ------------------ | ------------------------ |
| A                | Dmitrij Radikovskij | Vicebsk            | prestito                 |
| Altre operazioni |                     |                    |                          |
| R.               | Nome                | a                  | Modalità                 |
| D                | Arsen' Aheeŭ        | Tarpeda Žodzina    | prestito                 |
| D                | Mario Mitaj         | Al-Ittihad         | definitivo (4 milioni €) |
| C                | Vadim Harutyunyan   | Arsenal Dzjaržynsk | prestito                 |
| C                | Ruslan Myalkovskiy  | Arsenal Dzjaržynsk | prestito                 |
| C                | Andrej Nikitin      | Neftechimik        | prestito                 |
| A                | Pedrinho            | Cuiabá             | prestito                 |

## Risultati

### Prem'er-Liga

#### Girone di andata
| Arbitro: | Moskalëv (Voronež) |

|                                       |           |                           |
| Pinjaev 28’ Batrakov 38’ Vorob'ëv 79’ | Marcatori | 36’ Bakaev 40’ Ėl'darušev |

| Arbitro: | Karasëv (Mosca) |

|                                           |           |              |
| Gagnidze 12’ Majstorović 59’ Ngamaleu 85’ | Marcatori | 39’ Vorob'ëv |

| Arbitro: | Čistjakov (Azov) |

|  |           |                                                             |
|  | Marcatori | 8’ (rig.) Vorob'ëv 17’, 36’ Nyamsi 79’ Rakov 90+1’ Batrakov |

| Arbitro: | Kukujan (Kaluga) |

|                            |           |  |
| Samošnikov 11’ Morozov 64’ | Marcatori |  |

| Arbitro: | Levnikov (San Pietroburgo) |

|  |           |               |
|  | Marcatori | 90’ Tiknizyan |

| Arbitro: | Moskalëv (Voronež) |

|                                           |           |                    |
| Batrakov 10’ Samošnikov 37’ Tiknizyan 46’ | Marcatori | 13’, 90+1’ Ronaldo |

| Arbitro: | Bezborodov (San Pietroburgo) |

|  |           |                                                |
|  | Marcatori | 5’ Victor Sá 45+3’ (rig.) Spercjan 64’ Córdoba |

| Arbitro: | Egorov (Nižnij Novgorod) |

|                      |           |                                            |
| Saharkhizan 36’, 61’ | Marcatori | 16’, 39’ Batrakov 86’ Nyamsi 90+6’ Sarveli |

| Arbitro: | Čeban (Mosca) |

|             |           |                                |
| Boselli 26’ | Marcatori | 20’ Vorob'ëv 65’, 74’ Batrakov |

| Arbitro: | Bezborodov (San Pietroburgo) |

|                                 |           |                  |
| Samošnikov 7’, 36’ Vorob'ëv 58’ | Marcatori | 16’ (rig.) Barco |

| Arbitro: | Čistjakov (Azov) |

|                |           |  |
| Sulejmanov 75’ | Marcatori |  |

| Arbitro: | Zirkov (Naberežnye Čelny) |

|                 |           |  |
| Bakaev 54’, 60’ | Marcatori |  |

| Arbitro: | Karasëv (Mosca) |

|              |           |              |
| Mostovoj 75’ | Marcatori | 68’ Batrakov |

| Arbitro: | Ivanov (Rostov sul Don) |

|              |           |  |
| Timofeev 89’ | Marcatori |  |

| Arbitro: | Cyganok (Kaliningrad) |

|                                   |           |            |
| Batrakov 29’ (rig.), 90+2’ (rig.) | Marcatori | 84’ Markov |

#### Girone di ritorno
| Arbitro: | Levnikov (San Pietroburgo) |

|                                     |           |                        |
| Ugalde 10’, 21’, 34’, 73’ Barco 80’ | Marcatori | 55’ Pinjaev 63’ Nyamsi |

| Arbitro: | Ljubimov (San Pietroburgo) |

|             |           |                                    |
| Sarveli 29’ | Marcatori | 17’ Zabolotnyj 32’ Bakaev 66’ Vera |

| Krasnodar 8 dicembre 2024, ore 19:30 MSK 18ª giornata | Krasnodar                  | 0 – 0 referto | Lokomotiv Mosca | Stadio FK Krasnodar (32 914 spett.)\| Arbitro: \| Kazarcev (San Pietroburgo) \| |
| Arbitro:                                              | Kazarcev (San Pietroburgo) |               |                 |                                                                                 |

| Arbitro: | Suchoj (Ljubercy) |

|              |           |              |
| Cacintura 9’ | Marcatori | 85’ Vorob'ëv |

| Arbitro: | Abrosimov (San Pietroburgo) |

|              |           |               |
| Batrakov 16’ | Marcatori | 40’ Samorodov |

| Arbitro: | Šafeev (Volgograd) |

|                           |           |              |
| Vorob'ëv 38’ Siljanov 76’ | Marcatori | 45’ A. Gomes |

| Arbitro: | Ivanov (Rostov sul Don) |

|                                                |           |                 |
| Oroz 2’ Sergeev 4’, 49’ Olejnikov 32’ Bijl 41’ | Marcatori | 62’ (aut.) Bijl |

| Arbitro: | Čistjakov (Azov) |

|              |           |             |
| Batrakov 62’ | Marcatori | 85’ Sobolev |

| Arbitro: | Moskalëv (Voronež) |

|                  |           |  |
| Shabanhaxhaj 50’ | Marcatori |  |

| Arbitro: | Čeremnych (Perm') |

|                                           |           |  |
| Vorob'ëv 45+3’ Pinjaev 32’ Karpukas 90+6’ | Marcatori |  |

| Arbitro: | Karasëv (Mosca) |

|              |           |                     |
| Ščetinin 23’ | Marcatori | 75’ (rig.) Batrakov |

| Arbitro: | Kazarcev (San Pietroburgo) |

|             |           |            |
| Pinjaev 57’ | Marcatori | 66’ Tataev |

| Arbitro: | Kukujan (Kaluga) |

|  |           |              |
|  | Marcatori | 22’ Vorob'ëv |

| Arbitro: | Čistjakov (Azov) |

|                   |           |                           |
| Vorob'ëv 10’, 25’ | Marcatori | 47’ Guarirapa 80’ Kisljak |

| Arbitro: | Mašljakevič (Mosca) |

|                    |           |                                                           |
| Morozov 85’ (aut.) | Marcatori | 24’ (rig.) Batrakov 48’ Vorob'ëv 62’ Pinjaev 90’ Dmitriev |

### Coppa di Russia

#### Fase a gironi
| Arbitro: | Zijakov (Naberežnye Čelny) |

|           |           |  |
| Rakov 78’ | Marcatori |  |

| Arbitro: | Bulanov (Saransk) |

|                       |           |                                     |
| Cuero 16’ (rig.), 53’ | Marcatori | 8’ (rig.), 36’ Sulejmanov 82’ Rakov |

| Arbitro: | Ljubimov (San Pietroburgo) |

|                                                  |           |  |
| Pogostnov 4’ Sulejmanov 43’, 57’ Radikovskij 81’ | Marcatori |  |

| Arbitro: | Čeremnych (Perm') |

|            |           |                                                           |
| Bakaev 90’ | Marcatori | 48’, 70’ (rig.) Sulejmanov 52’ C. Montes 62’, 63’ Pinjaev |

| Arbitro: | Mašljachevič (Mosca) |

|                 |           |                 |
| Pinjaev 9’, 55’ | Marcatori | 65’ Saharkhizan |

| Arbitro: | Egorov (Nižnij Novgorod) |

|                                                                                         |                      |                                                                                       |
| Komarov 19’ Sutormin 90+3’                                                              | Marcatori            | 16’ (rig.) Batrakov 90+6’ Sarveli                                                     |
| Komličenko Sutormin Osipenko Ignatov Mohebi Langovič Kučaev Ščetinin Vachanija Šantalij | Tiri di rigore 7 – 8 | Sulejmanov Siljanov Sarveli Nyamsi Rakov Morozov Timofeev Nenachov Samošnikov Barinov |

#### Fase a eliminazione diretta
| Arbitro: | Moskalëv (Voronež) |

|              |           |                        |
| Maouhoub 28’ | Marcatori | 25’ Montes 52’ Pinjaev |

| Arbitro: | Kukujan (Soči) |

|                                                 |                      |                                             |
|                                                 | Marcatori            | 89’ Tjukavin                                |
| Batrakov Nyamsi Vorob'ëv Rakov Morozov Siljanov | Tiri di rigore 3 – 4 | Grulëv Tjukavin Gomes Ngamaleu Bitello Dasa |

| Arbitro: | Kazarcev (San Pietroburgo) |

|          |           |                          |
| Azzi 22’ | Marcatori | 13’ Nenachov 54’ Pinjaev |

| Arbitro: | Ivanov (Rostov sul Don) |

|                            |           |              |
| Vorob'ëv 44’ Pogostnov 45’ | Marcatori | 8’ Ruiz Díaz |

| Arbitro: | Moskalëv (Voronež) |

|  |           |                                  |
|  | Marcatori | 27’ (rig.) Osipenko 87’ Golenkov |

## Statistiche

### Statistiche di squadra
| Competizione    | Punti | In casa | In casa | In casa | In casa | In casa | In casa | In trasferta | In trasferta | In trasferta | In trasferta | In trasferta | In trasferta | Totale | Totale | Totale | Totale | Totale | Totale | DR  |
| Competizione    | Punti | G       | V       | N       | P       | Gf      | Gs      | G            | V            | N            | P            | Gf           | Gs           | G      | V      | N      | P      | Gf     | Gs     | DR  |
| --------------- | ----- | ------- | ------- | ------- | ------- | ------- | ------- | ------------ | ------------ | ------------ | ------------ | ------------ | ------------ | ------ | ------ | ------ | ------ | ------ | ------ | --- |
| Prem'er-Liga    | 53    | 15      | 9       | 4       | 2       | 26      | 18      | 15           | 6            | 4            | 5            | 25           | 23           | 30     | 15     | 8      | 7      | 51     | 41     | +10 |
| Coppa di Russia | 17    | 6       | 4       | 0       | 2       | 9       | 5       | 5            | 4            | 1            | 0            | 14           | 7            | 11     | 8      | 1      | 2      | 23     | 12     | +11 |
| Totale          | -     | 21      | 13      | 4       | 4       | 35      | 23      | 20           | 10           | 5            | 5            | 39           | 30           | 41     | 23     | 9      | 9      | 74     | 53     | +21 |

### Andamento in campionato
| Giornata  | 1 | 2 | 3 | 4 | 5 | 6 | 7 | 8 | 9 | 10 | 11 | 12 | 13 | 14 | 15 | 16 | 17 | 18 | 19 | 20 | 21 | 22 | 23 | 24 | 25 | 26 | 27 | 28 | 29 | 30 |
| --------- | - | - | - | - | - | - | - | - | - | -- | -- | -- | -- | -- | -- | -- | -- | -- | -- | -- | -- | -- | -- | -- | -- | -- | -- | -- | -- | -- |
| Luogo     | C | T | T | C | T | C | C | T | T | C  | C  | T  | T  | C  | C  | T  | C  | T  | T  | T  | C  | T  | C  | T  | C  | T  | C  | C  | C  | T  |
| Risultato | V | P | V | V | V | V | P | V | V | V  | V  | P  | N  | V  | V  | P  | P  | N  | N  | N  | V  | P  | N  | P  | V  | N  | N  | V  | N  | V  |
| Posizione | 4 | 8 | 4 | 3 | 3 | 1 | 3 | 3 | 3 | 2  | 2  | 3  | 3  | 3  | 2  | 3  | 4  | 5  | 5  | 5  | 4  | 6  | 6  | 6  | 6  | 6  | 6  | 6  | 6  | 6  |

Legenda:

Luogo: C = Casa; T = Trasferta. Risultato: V = Vittoria; N = Pareggio; P = Sconfitta.

### Statistiche dei giocatori
In corsivo i calciatori che hanno lasciato la squadra a stagione in corso.
| Giocatore      | Prem'er-Liga | Prem'er-Liga | Prem'er-Liga | Prem'er-Liga | Coppa di Russia | Coppa di Russia | Coppa di Russia | Coppa di Russia | Totale   | Totale | Totale      | Totale     |
| Giocatore      | Presenze     | Reti         | Ammonizioni  | Espulsioni   | Presenze        | Reti            | Ammonizioni     | Espulsioni      | Presenze | Reti   | Ammonizioni | Espulsioni |
| -------------- | ------------ | ------------ | ------------ | ------------ | --------------- | --------------- | --------------- | --------------- | -------- | ------ | ----------- | ---------- |
| D. Barinov     | 26           | 0            | 7            | 0            | 9               | 0               | 0               | 0               | 35       | 0      | 7           | 0          |
| A. Batrakov    | 29           | 14           | 5            | 0            | 8               | 1               | 2               | 0               | 37       | 15     | 7           | 0          |
| L. Fasson      | 11           | 0            | 3            | 0            | 2               | 0               | 0               | 0               | 13       | 0      | 3           | 0          |
| D. Godjaev     | 10           | 0            | 1            | 0            | 3               | 0               | 2               | 0               | 13       | 0      | 3           | 0          |
| A. Karpukas    | 25           | 1            | 4            | 0            | 9               | 0               | 1               | 0               | 34       | 1      | 5           | 0          |
| I. Lantratov   | 22           | -35          | 2            | 0            | 1               | -0              | 0               | 0               | 23       | -35    | 2           | 0          |
| M. Mitaj       | 1            | 0            | 0            | 0            | 3               | 0               | 0               | 0               | 4        | 0      | 0           | 0          |
| A. Mitrjuškin  | 8            | -6           | 0            | 0            | 10              | -12             | 0               | 0               | 18       | -18    | 0           | 0          |
| C. Montes      | 16           | 0            | 1            | 0            | 4               | 2               | 0               | 0               | 20       | 2      | 1           | 0          |
| E. Morozov     | 10           | 2            | 5            | 0            | 2               | 0               | 2               | 0               | 12       | 2      | 7           | 0          |
| M. Nenachov    | 28           | 0            | 4            | 0            | 10              | 1               | 2               | 0               | 38       | 1      | 6           | 0          |
| G. Nyamsi      | 22           | 4            | 2            | 0            | 8               | 0               | 2               | 0               | 30       | 4      | 4           | 0          |
| S. Pinjaev     | 28           | 4            | 3            | 0            | 10              | 5               | 0               | 0               | 38       | 9      | 3           | 0          |
| E. Pogostnov   | 7            | 0            | 2            | 0            | 6               | 2               | 1               | 0               | 13       | 2      | 3           | 0          |
| D. Radikovskij | 0            | 0            | 0            | 0            | 2               | 1               | 0               | 0               | 2        | 1      | 0           | 0          |
| V. Rakov       | 20           | 1            | 3            | 0            | 9               | 2               | 3               | 0               | 29       | 3      | 6           | 0          |
| N. Saltykov    | 6            | 0            | 1            | 0            | 5               | 0               | 0               | 0               | 11       | 0      | 1           | 0          |
| I. Samošnikov  | 24           | 4            | 7            | 0            | 9               | 0               | 2               | 0               | 33       | 4      | 9           | 0          |
| V. Sarveli     | 23           | 2            | 2            | 0            | 10              | 1               | 1               | 0               | 33       | 3      | 3           | 0          |
| Ė. Sevikjan    | 14           | 0            | 1            | 0            | 6               | 0               | 0               | 0               | 20       | 0      | 1           | 0          |
| A. Siljanov    | 27           | 1            | 2            | 0            | 11              | 0               | 1               | 0               | 38       | 1      | 3           | 0          |
| T. Sulejmanov  | 29           | 1            | 7            | 0            | 11              | 6               | 1               | 0               | 40       | 7      | 8           | 0          |
| N. Tiknizjan   | 23           | 2            | 2            | 0            | 10              | 0               | 4               | 0               | 33       | 2      | 6           | 0          |
| A. Timofeev    | 13           | 1            | 4            | 1            | 7               | 0               | 2               | 0               | 20       | 1      | 6           | 1          |
| S. Topinka     | 1            | 0            | 0            | 0            | 0               | 0               | 0               | 0               | 1        | 0      | 0           | 0          |
| D. Veselov     | 0            | -0           | 0            | 0            | 0               | -0              | 0               | 0               | 0        | -0     | 0           | 0          |
| D. Vorob'ëv    | 30           | 12           | 3            | 0            | 9               | 1               | 1               | 0               | 39       | 13     | 4           | 0          |